# Porter County
Porter County is een county in de Amerikaanse staat Indiana.
De county heeft een landoppervlakte van 1.083 km² en telt 146.798 inwoners (volkstelling 2000). De hoofdplaats is Valparaiso.

## Bevolkingsontwikkeling

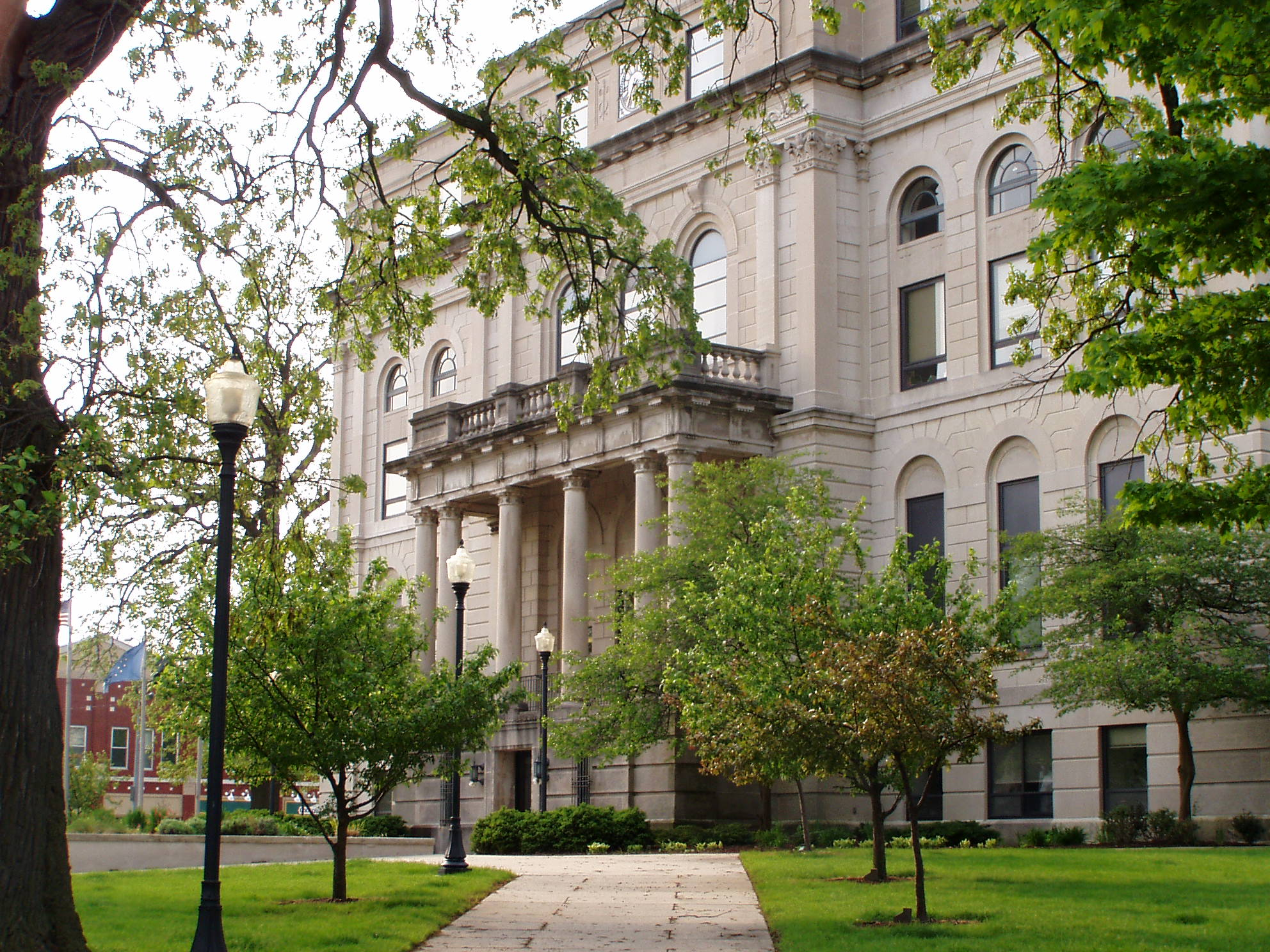
Porter County Courthouse